# فينيسيوس أرواخو
فينيسيوس أرواخو (بالبرتغالية: Vinícius Vasconcelos Araújo) هو لاعب كرة قدم برازيلي في مركز الهجوم، ولد في 22 فبراير 1993 في João Monlevade ‏ في البرازيل. شارك مع منتخب البرازيل تحت 20 سنة لكرة القدم ومنتخب البرازيل تحت 23 سنة لكرة القدم. أما مع النوادي، فقد لعب مع ستاندارد لييج ونادي سبورت ريسيفه ونادي فالنسيا ونادي كروزيرو ونادي أم صلال القطري.

## وصلات خارجية
- فينيسيوس أرواخو على موقع رابطة كرة القدم اليابانية للمحترفين (اليابانية)
- فينيسيوس أرواخو على موقع قاعدة بيانات كرة القدم.إي يو (الإنجليزية)
- فينيسيوس أرواخو على موقع Soccerway.com (الإنجليزية)
- فينيسيوس أرواخو على موقع عالم كرة القدم.نت (الإنجليزية)
- فينيسيوس أرواخو على موقع AS.com (الإسبانية)